# Célula satélite glial
As células satélites gliais  anteriormente chamadas de anfícitos são células gliais que cobrem a superfície dos corpos celulares dos neurônios nos gânglios do sistema nervoso periférico. Elas são encontradas nos gânglios sensoriais, simpáticos e parassimpáticos . Tanto as células satélites gliais  (células satélite) quanto as células de Schwann (as células que envolvem algumas fibras nervosas no SNP) são derivadas da crista neural durante o desenvolvimento. Descobriu-se que as células satélite desempenham uma variedade de papéis, incluindo o controle sobre o microambiente dos gânglios simpáticos. Acredita-se que eles tenham um papel semelhante aos astrócitos no sistema nervoso central (SNC). Eles fornecem nutrientes para os neurônios circundantes, além de alguma função estrutural. As células satélites também atuam como células protetoras e de amortecimento. Além disso, eles expressam uma variedade de receptores que permitem uma série de interações com substâncias químicas neuroativas. Muitos desses receptores e outros canais iônicos foram recentemente implicados em problemas de saúde, incluindo dor crônica e herpes simples. Há pesquisas em torno de propriedades e funções adicionais das células satélite em andamento.

## Estrutura

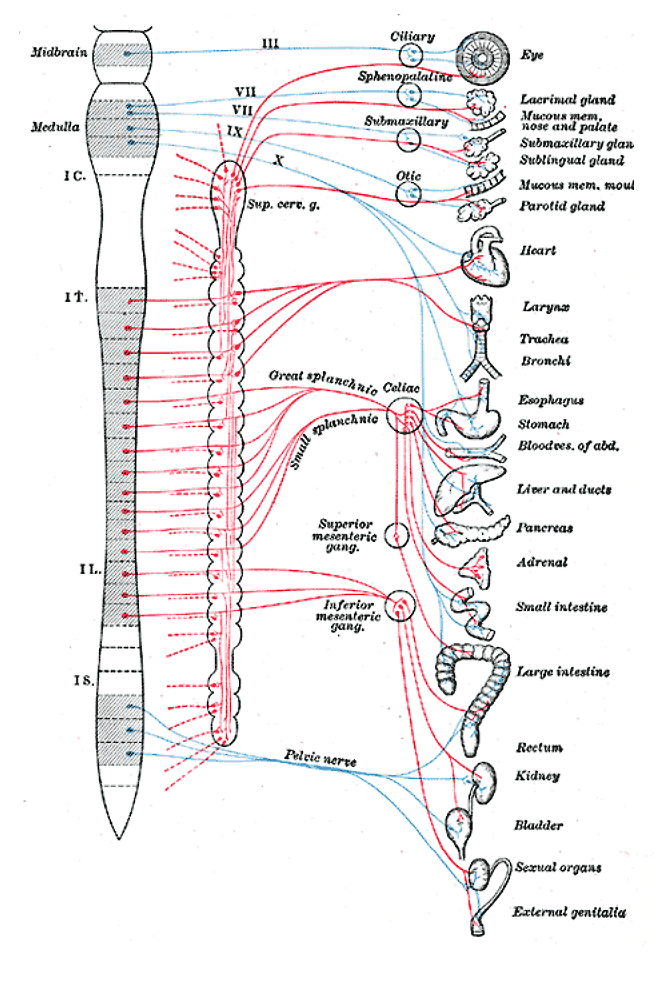
As células gliais satélites estão presentes em todos os gânglios simpáticos e parassimpáticos.

As células satélites gliais são um tipo de glia encontrada no sistema nervoso periférico, especificamente nos gânglios sensoriais, simpáticos e parassimpáticos. Elas compõem as bainhas celulares que circundam os neurônios individuais nesses gânglios.
Em uma CSG, o corpo celular é indicado pela região que contém o núcleo único e relativamente grande. Cada lado do corpo celular se estende para fora, formando processos perineuronais. A região que contém o núcleo possui o maior volume de citoplasma, tornando essa região da bainha da CSG mais espessa. A bainha pode ser ainda mais espessa se vários células satélite forem colocados em camadas uns sobre os outros, cada um medindo 0.1 micra.
Apesar de sua forma achatada, as células satélites gliais contêm todas as organelas comuns necessárias para produzir produtos celulares e manter o ambiente homeostático da célula. A membrana plasmática das células satélite é fina e pouco densa, e contém moléculas de adesão, receptores para neurotransmissores e outras moléculas, e canais iônicos, especificamente canais iônicos de potássio. Dentro de células satélite individuais, há retículo endoplasmático rugoso e retículo endoplasmático liso, sendo o último é muito menos abundante. Na maioria das vezes, o aparelho de Golgi e os centríolos em uma CSG são encontrados próximos ao núcleo da célula. Por outro lado, as mitocôndrias são encontradas em todo o citoplasma juntamente com as organelas envolvidas na autofagia e outras formas de degradação catabólica, como lisossomos, grânulos de lipofuscina e peroxissomos . Tanto os microtúbulos quanto os filamentos intermediários podem ser vistos em todo o citoplasma e, na maioria das vezes, ficam paralelos à bainha das células satélite. Em algumas células dos gânglios sensoriais, os pesquisadores viram um único cílio que se estende para fora da superfície da célula perto do núcleo e para o espaço extracelular de uma reentrância profunda na membrana plasmática. O cílio, no entanto, possui os nove pares de microtúbulos periféricos, mas  não possui o par axial de microtúbulos, tornando sua estrutura muito semelhante aos cílios dos neurônios, células de Schwann e astrócitos do SNC.

### Nos gânglios sensoriais
As células satélites gliais nos gânglios sensoriais são células laminares que envolvem os neurônios sensoriais. Múltiplas células satélite envolve cada neurônio sensorial. O número de GSCs que compõem a bainha aumenta proporcionalmente com o volume do neurônio. Além disso, o volume da própria bainha aumenta proporcionalmente com o volume e a área de superfície do corpo neurônio. A distância do espaço extracelular entre a bainha e a membrana plasmática neuronal mede 20 nm (7.9×10−7 in)   , permitindo que o neurônio e sua bainha células satélite formem uma única unidade anatômica e funcional. Essas unidades individuais são separadas por áreas de tecido conjuntivo. No entanto, existem alguns neurônios sensoriais que ocupam o mesmo espaço dentro do tecido conjuntivo e, portanto, são agrupados em um “cluster” de dois ou três neurônios. Na maioria das vezes, cada neurônio individual em um desses agrupamentos ainda está cercado por sua própria bainha. Alguns neurônios sensoriais têm pequenas projeções chamadas microvilosidades que se estendem para fora de suas superfícies celulares. Devido à sua proximidade com a bainha de células satélites, essas microvilosidades da membrana plasmática neuronal alcançam os sulcos da bainha, permitindo uma possível troca de materiais entre as células.

### Nos gânglios simpáticos
Nos gânglios simpáticos, as células gliais satélites são um dos três principais tipos de células, sendo os outros dois os neurônios do gânglio simpático e as células pequenas intensamente fluorescentes (SIF). As células SIF dos gânglios simpáticos são separadas em grupos, cada um dos quais é circundado por uma bainha de células satélte. As células satélite  dos gânglios simpáticos vêm da crista neural e não proliferam durante o desenvolvimento embrionário até que os neurônios estejam maduros, sendo possível que os próprios neurônios guiem a divisão e maturação das células satélite . As células satélite  dos gânglios simpáticos seguem a mesma estrutura básica que as células satélite  dos gânglios sensoriais, com a exceção que os gânglios simpáticos também recebem sinapses . Portanto, a bainha den células satélite dos neurônios simpáticos  se estender ainda mais para cobrir a base axônica próxima ao somata. Assim como as regiões da bainha perto do núcleo glial, as regiões da bainha na base do axônio são mais espessas do que aquelas que circundam o resto do neurônio. Isso indica que os células satélite  desempenham um papel no ambiente sináptico, influenciando assim a transmissão sináptica.

### Diferenças de outras células gliais
Muitas pessoas comparam as células satélites gliais aos astrócitos do SNC porque compartilham certas propriedades anatômicas e fisiológicas, como a presença de transportadores de neurotransmissores e a expressão da glutamina sintase. No entanto, existem fatores distintivos que colocam as células satélite  em sua própria categoria distinta de células gliais. As células satélite  geralmente cercam neurônios sensoriais e parassimpáticos individuais com uma bainha completa e ininterrupta, enquanto a maioria dos neurônios dos gânglios simpáticos não possui uma bainha de células satélite completamente contínua, permitindo uma troca direta limitada de materiais entre o espaço extracelular do neurônio e o espaço dentro do tecido conjuntivo onde os células satélite  estão situados. Além disso, existem junções comunicantes entre células satélite  nas bainhas de neurônios adjacentes, bem como entre células satélite  na mesma bainha (junções comunicantes reflexivas). Essas junções comunicantes foram identificadas através do uso de microscopia eletrônica e marcadores de peso, como o amarelo Lúcifer ou a neurobiotina. O grau em que células satélite  são acoplados a células satélite  de outra bainha ou a células satélite  da mesma bainha depende do pH do ambiente celular.
A partir de estudos em ratos e camundongos, os pesquisadores descobriram que as células gliais satélites expressam muitos receptores de neurotransmissores, como receptores muscarínicos de acetilcolina e receptores de eritropoietina. A fim de diferenciar entre células satélite e outras células da glia, os pesquisadores usam marcadores para identificar quais proteínas são específicas de cada. Embora as células satélite expressem proteína glial fibrilar ácida (GFAP)  e diferentes proteínas S-100, o marcador mais útil disponível hoje para a identificação de SGC é a glutamina sintetase (GS). Os níveis de GS são relativamente baixos em repouso, mas aumentam muito quando o neurônio sofre dano axonal. Além disso, as células satélite também possuem mecanismos para liberar citocinas, trifosfato de adenosina (ATP) e outros mensageiros químicos.

## Função
As teorias atuais sugerem que as células satélite têm um papel significativo no controle do microambiente dos gânglios simpáticos. Elas envolvem quase completamente os neurônios e podem regular a difusão de moléculas através da membrana celular. Quando marcadores de proteínas fluorescentes são injetados no gânglio cervical, eles não são encontrados na superfície dos neurônios. Isso sugere que as células satélite podem regular o espaço extracelular de neurônios individuais. Alguns especulam que as células satélite nos gânglios autônomicos têm um papel semelhante à barreira hematoencefálica como barreira funcional para moléculas grandes.
O papel das células satélite como reguladores do microambiente neuronal é ainda caracterizado por suas propriedades elétricas semelhantes às dos astrócitos. Um modo  de controlar o microambiente nos gânglios sensoriais é a captação de neurotransmissores para dentro das células. Transportadores para glutamato e ácido gama-aminobutírico (GABA)  foram encontrados em células satélite. Eles parecem estar engajados no controle da composição do espaço extracelular. A enzima glutamina sintetase, que catalisa a conversão de glutamato em glutamina, é encontrada em grandes quantidades nas células satélite. Além disso, as células satélite contêm as enzimas glutamato desidrogenase e piruvato carboxilase e, portanto, podem suprir os neurônios não apenas com glutamina, mas também com malato e lactato .

### Propriedades moleculares
Ao contrário de seus neurônios adjacentes, as células satélite não têm sinapses, mas são equipadas com receptores para uma variedade de substâncias neuroativas. Os terminais axônicos, assim como outras partes do neurônio, carregam receptores para substâncias como acetilcolina (ACh), GABA, glutamato, ATP, noradrenalina, substância P e capsaicina que afetam diretamente a fisiologia dessas células.

#### Características moleculares dos células satélite
| Molécula                       | Tipo de Gânglios                                | Método de detecção                         | Comentários |
| ------------------------------ | ----------------------------------------------- | ------------------------------------------ | --- |
| Glutamina sintetase            | Rato Gânglio trigeminal                         | IHC                                        | Catalisa a condensação de glutamato e amônia para formar glutamina                                                        |
| GFAP                           | Rato Gânglio da raiz dorsal, Gânglio trigeminal | IHC                                        | Regulado por danos nos nervos                                                                                             |
| S100                           | Rato Gânglio da raiz dorsal                     | IHC                                        | Regulado por danos nos nervos                                                                                             |
| Receptor de endotelina ETB     | Rato, coelho Gânglio da raiz dorsal             | IHC, autorradiografia                      | Bloqueadores de ETs aliviam a dor em modelos animais                                                                      |
| Receptor de bradicinina B 2    | Rato Gânglio da raiz dorsal                     | Eletrofisiologia                           | Envolvido no processo inflamatório                                                                                        |
| Receptor P2Y                   | Rato Gânglio trigeminal                         | Imagem de Ca <sup id="mwAQU">2+</sup>, IHC | Contribui para a nocicepção                                                                                               |
| Receptor muscarínico ACh       | Rato Gânglio da raiz dorsal                     | IHC, mRNA ( ISH )                          | Papel não bem definido nos gânglios sensoriais                                                                            |
| Receptor de NGF trkA           | Rato Gânglio da raiz dorsal                     | Imuno-EM                                   | Pode desempenhar um papel na resposta à lesão neuronal                                                                    |
| TGFα                           | Rato Gânglio da raiz dorsal                     | mRNA (ISH), IHC                            | Estimula a proliferação neural após lesão                                                                                 |
| Receptor de eritropoietina     | Rato Gânglio da raiz dorsal                     | IHC                                        | |
| TNF-α                          | Rato Gânglio da raiz dorsal, Gânglio trigeminal | IHC                                        | Mediador inflamatório aumentado pelo esmagamento do nervo, ativação do herpes simples                                     |
| IL-6                           | Rato Gânglio trigeminal                         | IHC                                        | Citocina liberada durante a inflamação, aumentada pela radiação UV                                                        |
| ERK                            | Rato Gânglio da raiz dorsal                     | IHC                                        | Envolvido em funções, incluindo a regulação da meiose e mitose                                                            |
| JAK2                           | Rato Gânglio da raiz dorsal                     | IHC                                        | Proteína de sinalização separada da família de receptores de citocina tipo II                                             |
| Receptor sst1 de somatostatina | Rato Gânglio da raiz dorsal                     | IHC                                        | A somatostatina inibe a liberação de muitos hormônios e outras proteínas secretoras                                       |
| Transportador GABA             | Rato Gânglio da raiz dorsal                     | Autorradiografia                           | |
| Transportador de glutamato     | Rato Gânglio da raiz dorsal                     | mRNA (ISH), IHC, Autorradiografia          | Termina o sinal do neurotransmissor excitatório por remoção (captação) de glutamato                                       |
| Guanilato ciclase              | Rato Gânglio da raiz dorsal, Gânglio trigeminal | IHC para cGMP                              | Segundo mensageiro que internaliza a mensagem transportada por mensageiros intercelulares, como hormônios peptídicos e NO |
| PGD sintase                    | Pintinho Gânglio da raiz dorsal                 | IHC                                        | Conhecido por funcionar como um neuromodulador, bem como um fator trófico no sistema nervoso central                      |

## Significado clínico

### Dor crônica
As células gliais, incluindo as células satélite, são reconhecidas há muito tempo por seus papéis na resposta a lesões neuronais. As células satélites tem um papel específico na dor crônica, que pode envolver hiperalgesia e outras formas de dor espontânea.

#### Expressão de receptores e canais iônicos

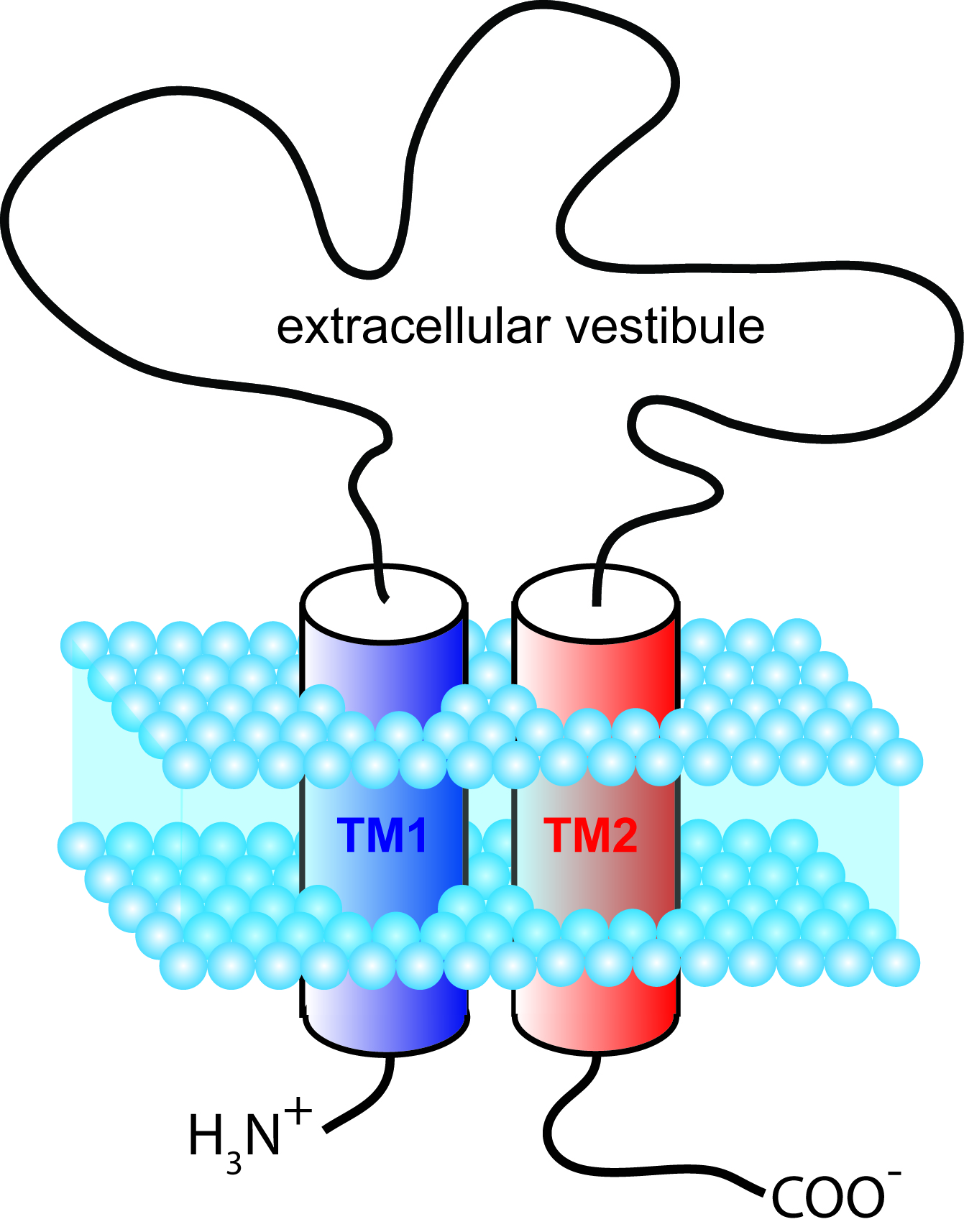
Representação de uma subunidade típica do receptor P2X associada à membrana plasmática.

Há vários receptores  presentes em células satélite evocados por ATP, particularmente os purinoceptores P2X3 e P2X2/3. Em geral, a família de receptores P2X responde ao ATP liberado por neuronios.O receptor P2X7 é expresso seletivamente por células gliais, incluindo as células satélite.
Os receptores P2Y também são encontrados em células gliais. Seu papel é menos claro do que o dos receptores P2X.Em alguns casos, esses receptores atuam como analgésicos, pois o P2Y1 tem a capacidade de inibir a ação do P2X3. Em outros casos, os receptores contribuem para a nocicepção através da modulação da concentração extracelular do peptídeo relacionado ao gene da calcitonina (CGRP).
As células satélite também expressam um tipo específico de canal, o canal Kir4.1, que mantém a concentração extracelular de K+ baixa, controlando hiperexcitabilidade, que pode causar enxaquecas.

### Herpes simples

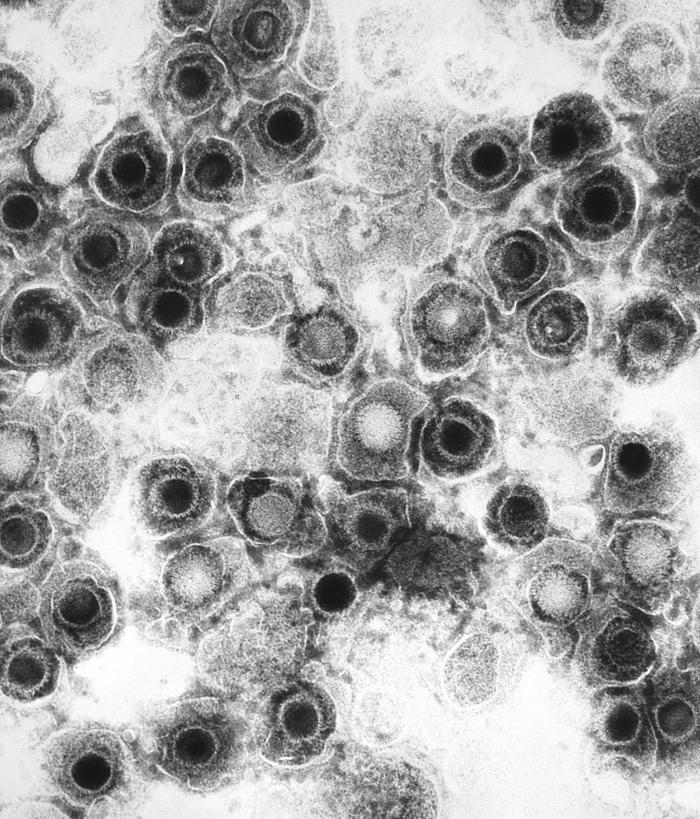
Vírions de herpes simples.

Os gânglios sensoriais têm sido associados a infecções por vírus como o herpes simplex, que pode existir em estado dormente dentro dos gânglios por décadas. Quando o vírus é reativado, aparecem bolhas na pele e nas membranas mucosas. Durante o estágio latente, os vírus raramente estão localizados nas células satélite dentro dos gânglios sensoriais, mas elas ainda podem desempenhar um papel importante na doença. Foi proposto que as células satélite gliais agem para criar paredes para impedir a propagação do vírus de neurônios infectados para não infectados. Se essa parede de proteção for quebrada, a infecção pode se tornar mais generalizada. Essa propriedade pode ser explicada observando a localização e o arranjo das células satélites, pois eles estão centrados nos neurônios, permitindo que eles protejam os neurônios. Também foi proposto que as células satélite podem roteger e reparar o sistema nervoso após o vírus ter se ativado.